# Йохана София фон Хоенлое-Лангенбург
Йохана София фон Хоенлое-Лангенбург (на немски: Johanna Sophie von Hohenlohe-Langenburg) е графиня от Хоенлое-Лангенбург и чрез жентитба графиня на Шаумбург-Липе.

## Биография
Родена е на 16 декември 1673 година в Лангенбург. Тя е шестата дъщеря на граф Хайнрих Фридрих фон Хоенлое-Лангенбург (1625 – 1699) и втората му съпруга графиня Юлиана Доротея фон Кастел-Ремлинген (1640 – 1706), дъщеря на граф Волфганг Георг фон Кастел-Ремлинген (1610 – 1668) и графиня София Юлиана фон Хоенлое-Валденбург-Пфеделбах (1620 – 1682).
Йохана София се омъжва на 4 януари 1691 г. в Лангенбург за граф Фридрих Христиан фон Шаумбург-Липе (1655 – 1728). В началото тя го придружава при пътуванията му. След започналите проблеми със съпруга ѝ тя отива с двамата си сина в Хановер. Там тя се сприятелява с курпринцесата Каролина фон Бранденбург-Ансбах (1683 – 1737), по-късната съпруга на крал Джордж II, и я придружава във Великобритания. На хановерския английски двор в Лондон тя е дворцова дама.
През 1723 г. Йохана София се развежда. Две години по-късно Фридрих Христиан се жени в за своята любовница Мария Анна Виктория фон Гал.
Йохана София умира на 18 август 1743 година в Щадтхаген на 69-годишна възраст.

## Деца
Йохана София и Фридрих Христиан имат децата:
- Фридрих Август (1693 – 1694)
- Вилхелм Лудвиг (1695 – 1695)
- София Шарлота (1696 – 1697)
- Филип (1697 – 1698)
- Албрехт Волфганг (1699 – 1748), граф на Шаумбург-Липе, женен 1721 г. в Лондон за графиня Маргарета Гертруд фон Оейнхаузен (1701 – 1726) и 1730 г. за принцеса Шарлота Фридерика фон Насау-Зиген (1702 – 1785)
- Фридрих Лудвиг (1702 – 1776)